# Extracción de arena

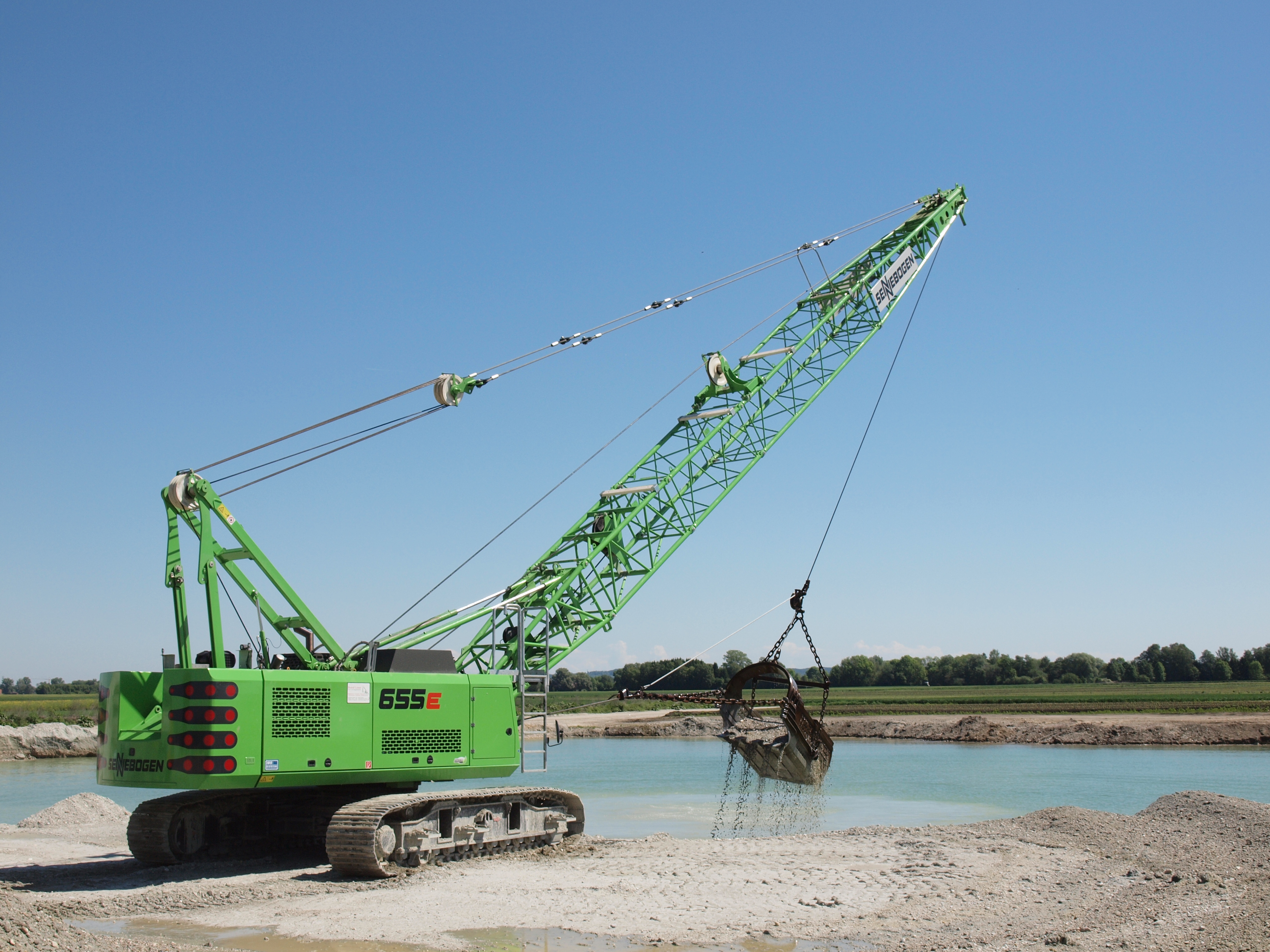
Draga extrayendo arena de un lago.

La extracción de arena es realizada principalmente a través de un pozo abierto, pero a veces extraído de las playas y las dunas del interior o dragado de los océanos y los lechos de los ríos.

## Usos
La arena se usa a menudo en la fabricación, por ejemplo, como abrasivo o en concreto. También se usa en carreteras con hielo y nieve, generalmente mezcladas con sal, para reducir la temperatura del punto de fusión en la superficie de la carretera. La arena puede reemplazar la costa erosionada. 

## Peligros medioambientales
La extracción de arena es una causa directa de la erosión e impacta la vida silvestre local. Varios animales dependen de playas arenosas para anidar, y la minería ha llevado a la casi extinción de Gavial (una especie de cocodrilo) en la India. La alteración de la arena submarina y costera causa turbidez en el agua, lo cual es dañino para organismos como el coral que necesitan luz solar. También puede destruir las pesquerías, perjudicando financieramente a sus operadores.